# Szultáncinege
A szultáncinege (Melanochlora sultanea) a verébalakúak (Passeriformes) rendjébe, ezen belül a cinegefélék (Paridae) családjába tartozó, 20-21 centiméter hosszú madárfaj. Először a timáliafélék (Timaliidae) családjába sorolták be. A Melanochlora nem egyedüli faja.
Nepál középső részétől a Himalája vonulatán keresztül India, Bhután, Banglades, Mianmar, Thaiföld, Vietnám, Laosz, a Maláj-félsziget és délkelet-Kína területén él. Hidegebb teleken délebbre költözik. Rovarokkal és gyümölcsökkel táplálkozik. Áprilistól júliusig költ.

## Alfajai
- Melanochlora s. sultanea (Hodgson, 1837) – Nepál, India, Mianmar, észak-Thaiföld, délkelet-Kína;
- Melanochlora s. flavocristata (Lafresnaye, 1837) – dél-Thaiföld, Maláj-félsziget, Hainan;
- Melanochlora s. seorsa (Bangs, 1924) – Laosz, délkelet-Kína;
- Melanochlora s. gayeti (Delacour & Jabouille, 1925) – Laosz, Vietnám.